# 卞伯仲
卞伯仲（1950年—），女，祖籍四川江津，生于台湾台中，中国海洋生物学家。参与创建了中国海洋大学微藻研究室。